# Morfologija zemljišta
Morfologija zemljišta je deo nauke o zemljištu, koja obuhvata izučavanje morfoloških osobina, odnosno morfoloških karakteristika zemljišta.
Morfološke osobine spadaju među najvažnije i najčešće izučavane osobine zemljišta, čije izučavanje je najstarija metoda izučavanja zemljišta. Morfologija zemljišta spada među najvažnije karakteristike pojedinih sistematskih jedinica zemljišta. Razlikuju se dva tipa morfologije:
- Ektomorfološka morfologija
- Endomorfološka morfologija

Među najvažnija endomorfološka svojstva zemljišta spadaju:
1. Građa zemljišnog profila
2. Dubina pojedinih horizonata
3. Boja zemljišta
4. Mehanički sastav
5. Struktura
6. Poroznost i zbijenost
7. Stepen vlažnosti
8. Specifična pedogenetska obrazovanja
9. Umeci u zemljištu

## Građa zemljišnog profila
Profili većine tipova naših zemaljišta diferencirani su na manji ili veći broj genetskih horizonata. Oni se razlikuju i prema drugim fizičkim, hemijskim i mineraološkom sastavu. Genetski horizonti su dobili nazive prema pedogenetskom procesu koji je doveo do njihovog obrazovanja. Za obeležavanje raznih horizonata koriste se kao simboli velika slova latinice. Pored velikih slova koriste se i mala slova latinice kao i arapski brojevi kao dopunske oznake. 
Najpoznatiji horizonti su:
- Ao ili O - Organogeni horizont
- A ili Ai - Inicijalni horizont
- Ah ili A1 - Humusni ili humusno-akumulativni horizont
- Ahp ili P - Oranični ili plužni horizont
- E ili A2 - Eluvijalni horizont
- B - Iluvijalni horizont
- (B) - Kambični horizont
- G - Glejni horizont
- g - Pseudoglejni horizont
- T - Tresetni horizont

## Boja zemljišta
Boja je najupadljivija fizičko-morfološka karakteristika zemljišta, prema kojoj se međusobno razlikuju razni genetski horizonti u zemljišnom profilu, a zavisna je od sadržaja u zemljištu raznih bojenih sastojaka, u znatnom stepenu takođe od mehaničkog sastava i od stepena vlažnosti zemljišta. Preovlađuju tri osnovne boje : crna, crvena i bela, sa mnogobrojnim nijansama. Boju daju uglavnom sledeće bojene materije : 
1. Humusne materije daju im razne nijanse, od tamno-sive i sivo-smeđe do crne boje
2. Oksidi i hidroksidi gvožđa daju zemljištima crvenu, smeđu do žutu boju
3. Kvarc daje zemljištima belu do svetlo-sive boje
4. Fero jedinjenja daju plavu i zelenu boju

## Unutrašnja građa pojedinih horizonata
Pod unutrašnjom građom pojedinih horizonata se podrazumeva način pakovanja mehaničkih frakcija i strukturnih agregata zemljišta. Mehanički sastav, struktura, stepen zbijenosti i karakter poroznosti su najvažnije osobine unutrašnje građe pojedinih horizonata.
Na osnovu stepena zbijenosti, građa zemljišta se deli na sipkava, rastresita, zbijena i jako zbijena . Na osnovu karaktera poroznosti, građa zemljišta se deli na:
- Sitno porozna(pore prečnika) <1mm
- Porozna(pore prečnika) 1-3mm
- Sunđerasta(pore prečnika) 3-5mm
- Šupljikasta(pore prečnika) 5-10mm
- Krupno šupljikasta(pore prečnika) >10mm

## Specifična novoobrazovana zemljišta
Specifičnim novoobrazovanjima zemljišta nazivaju se nakupine raznih materija u zemljišnim porama i na površinama strukturnih agregata, obrazovane u rezultatu proticanja raznih pedogenetskih procesa, uglavnom iluvacije rastvorenih materija, kao i tragovi rada zemljine faune . Prema njohovom poreklu, izdvajaju se dve grupe specifičnih novoobrazovanja zemljišta : Hemijska i biogena.
- Hemijska novoobrazovanja obuhvataju veliki broj raznih materija koje se premeštaju po dubini zemljišnog profila. Talože se i nakupljaju u zemljišnim porama kao i na površinama strukturnih agregata, najčešće u iluvijalnim horizontima zemljišta. Javljaju se u raznim formama: iscvetanjima na površini zemljišta, proslojcima gipsa, krečnog pseudomicelijuma i konkrecija, sitnih zrnaca i konkrecija feri i mangan hidroksida.
- Biološka novoobrazovanja se javljaju u formi ekskremenata glista i larvi insekata, hodnika kišnih glista i drugih zemljišnih rovki kao i šupljika zaostalih posle mineralizacije biljnih korena.

## Umeci u zemljištu
Umeci predstavljaju strana tela u zemljišnom profilu, koja su u njega dospela na razne načine. Među umetke spadaju neraspadnuti ljudski i životinjski ostaci, zatim ljušture puževa i školjki itd. Меđutim većina umetaka u zemljištima su antropogenog porekla. U zemljištima dospevaju na razne načine. Značaj umetaka u zemljištu je mali sa aspekta determinacije zemljišta . U zadnje vreme je sve veće interesovanje za umetke, jer je većina umetaka na tržištu veoma skupa.

## Literatura
- Aleksandar Đorđević, Svjetlana Radmanović (2016): Pedologija
- Husnija Resulović, Hamid Čustović (2002) : Pedologija